# Shū Sasaki
Shū Sasaki (japanisch 佐々木 周 Sasaki Shū; * 12. Februar 1991 in Nara, Nara) ist ein japanischer Fußballspieler.

## Karriere
Shū Sasaki erlernte das Fußballspielen in der Universitätsmannschaft der Kansai-Universität. Seinen ersten Vertrag unterschrieb er in Australien beim unterklassigen Blacktown Spartans FC in Blacktown. Hier stand er bis Dezember 2016 unter Vertrag. Am 1. Januar 2017 wechselte er zum philippinischen Erstligisten Global Cebu. Für den Klub stand er neunmal in der Liga auf dem Spielfeld. Von Mitte August 2017 bis Mitte Februar 2018 pausierte er. Der Hong Kong Rangers FC, ein Erstligist aus Hongkong, nahm ihn am 13. Februar 2018 für den Rest der Saison unter Vertrag. Für die Rangers bestritt er sieben Ligaspiele. Im Juli 2018 wechselte er für zwei Spielzeiten zum Ligakonkurrenten Hong Kong Pegasus FC. Nach 25 Ligaspielen und neun geschossenen Toren wechselte er im Mai 2020 zum ebenfalls in der ersten Liga spielenden Southern District FC. Am 27. September 2020 stand er mit dem Verein im Endspiel des Sapling Cup. Hier verlor man gegen den Kitchee SC mit 3:1. Am 20. Mai 2023 stand er wieder mit Southern im Endspiel des Sapling Cup. Dieses Mal gewann man das Finale mit 2:0 gegen den Lee Man FC.

## Erfolge
Southern District FC
- Sapling Cup

Sieger: 2022/23
Finalist: 2019/20